# Villedieu-lès-Bailleul
Villedieu-lès-Bailleul es una comuna francesa situada en el departamento de Orne, en la región de Normandía.

## Demografía
| 143 | 168 | 192 | 159 | 191 | 212 | 214 |
| Para los censos de 1962 a 1999 la población legal corresponde a la población sin duplicidades (Fuente: INSEE [Consultar]) |     |     |     |     |     |     |